# Anneliese van der Pol
Anneliese Louise van der Pol, född 23 september 1984 i Naaldwijk i Nederländerna, är en nederländsk-amerikansk skådespelerska. Hon är bland annat känd för rollen som Chelsea Daniels (senare Grayson) i Disney Channel-serierna That's so Raven (2003–2007) och Raven's Home (2017–2021).
van der Pol har även medverkat i en del filmer som bland annat inkluderar Bratz: The Movie (2007), Vampyrer suger (2010) och 5 Weddings (2017).